# Playa Grande (Uruguay)
Playa Grande es una localidad balnearia uruguaya del departamento de Maldonado, y forma parte del municipio de Piriápolis.

## Ubicación
El balneario se encuentra situado en la zona suroeste del departamento de Maldonado, sobre las costas del Río de la Plata, y junto a la ruta 10, la cual bordea su costa. Limita al noroeste con el balneario Playa Hermosa y al este con la ciudad de Piriápolis.

## Población
De acuerdo al censo de 2011, Playa Grande tenía una población de 1031 habitantes permanentes y 1476 viviendas.
| 173           | 226 | 300 | 569 | 715 | 1031 |
| (Fuente: INE) |     |     |     |     |      |